# Freccia Vallone 2007
La Freccia Vallone 2007, settantunesima edizione della corsa, valevole come prova del circuito UCI ProTour 2007, si svolse il 25 aprile 2007 per un percorso di 202,5 km da Charleroi al muro di Huy e fu vinta dall'italiano Davide Rebellin.
Furono 122 i ciclisti che conclusero la gara al traguardo di Huy.

## Squadre e corridori partecipanti
| N.      | Cod. | Squadra               |
| ------- | ---- | --------------------- |
| 1-8     | GCE  | Caisse d'Epargne      |
| 11-18   | EUS  | Euskaltel-Euskadi     |
| 21-28   | CSC  | Team CSC              |
| 31-38   | TMO  | T-Mobile Team         |
| 41-48   | LIQ  | Liquigas              |
| 51-58   | AST  | Astana Team           |
| 61-68   | SDV  | Saunier Duval-Prodir  |
| 71-78   | GST  | Gerolsteiner          |
| 81-88   | QSI  | Quick Step-Innergetic |
| 91-98   | AGR  | Agritubel             |
| 101-108 | BAR  | Barloworld            |
| 111-118 | MRM  | Team Milram           |

| N.      | Cod. | Squadra                          |
| ------- | ---- | -------------------------------- |
| 121-128 | PRL  | Predictor-Lotto                  |
| 131-138 | DSC  | Discovery Channel                |
| 141-148 | FDJ  | Française des Jeux               |
| 151-158 | BTL  | Bouygues Télécom                 |
| 161-168 | A2R  | AG2R Prévoyance                  |
| 171-178 | RAB  | Rabobank                         |
| 181-188 | LAM  | Lampre-Fondital                  |
| 191-198 | COF  | Cofidis, le Crédit par Téléphone |
| 201-208 | C.A  | Crédit Agricole                  |
| 211-218 | JAC  | Chocolade Jacques-Topsport Vl.   |
| 221-228 | TCS  | Tinkoff Credit Systems           |
| 231-238 | LAN  | Landbouwkrediet-Tönissteiner     |

## Ordine d'arrivo (Top 10)
| Pos. | Corridore          | Squadra       | Tempo    |
| ---- | ------------------ | ------------- | -------- |
| 1    | Davide Rebellin    | Gerolsteiner  | 4h48'06" |
| 2    | Alejandro Valverde | C. d'Epargne  | a 6"     |
| 3    | Danilo Di Luca     | Liquigas      | s.t.     |
| 4    | Matthias Kessler   | Astana        | a 8"     |
| 5    | Riccardo Riccò     | Saunier Duval | s.t.     |
| 6    | Rinaldo Nocentini  | AG2R          | a 13"    |
| 7    | Fränk Schleck      | CSC           | a 16"    |
| 8    | John Gadret        | AG2R          | a 19"    |
| 9    | Robert Gesink      | Rabobank      | s.t.     |
| 10   | Tadej Valjavec     | Lampre        | s.t.     |